# Paul Webb
Paul Douglas Webb (* 16. ledna 1962 Londýn) je anglický hudebník. Byl basistou anglické skupiny Talk Talk. Webb navštěvoval střední školu v Thundersley v Essexu s Leem Harrisem a stali se dobrými přáteli. Hráli v reggae skupině Escalator předtím, než byli přijati do skupiny Talk Talk v roce 1981. Webb hrál na baskytaru v Talk Talk do roku 1991. Jeho jediná píseň Another Word z alba The Party's Over je jediná píseň Talk Talk, kterou nenapsal zpěvák Mark Hollis. V roce 1990, Webb a Harris tvořil O.rang. Na počátku roku 2000 přijal přezdívku "Rustin Man" a spolupracoval s Beth Gibbons na Out of Season (2002). Také produkoval album Jamese Yorkstona The Year of the Leopard (2006), a Dez Mona Hilfe Kommt (2009). Jeho druhé album pod názvem Rustin Man Moniker Drift Code vyšlo 1. února 2019 na Domino Records.